# Saprosma crassipes
Saprosma crassipes är en måreväxtart som beskrevs av Hsien Shui Lo. Saprosma crassipes ingår i släktet Saprosma och familjen måreväxter.
Artens utbredningsområde är Hainan (Kina). Inga underarter finns listade i Catalogue of Life.